# العلاقات الإسرائيلية البنغالية
لا تحتفظ بنغلاديش وإسرائيل بأي علاقات دبلوماسية. تقول بنغلاديش إنها لن تعترف بإسرائيل حتى توجد فلسطين المستقلة.

## الدبلوماسية

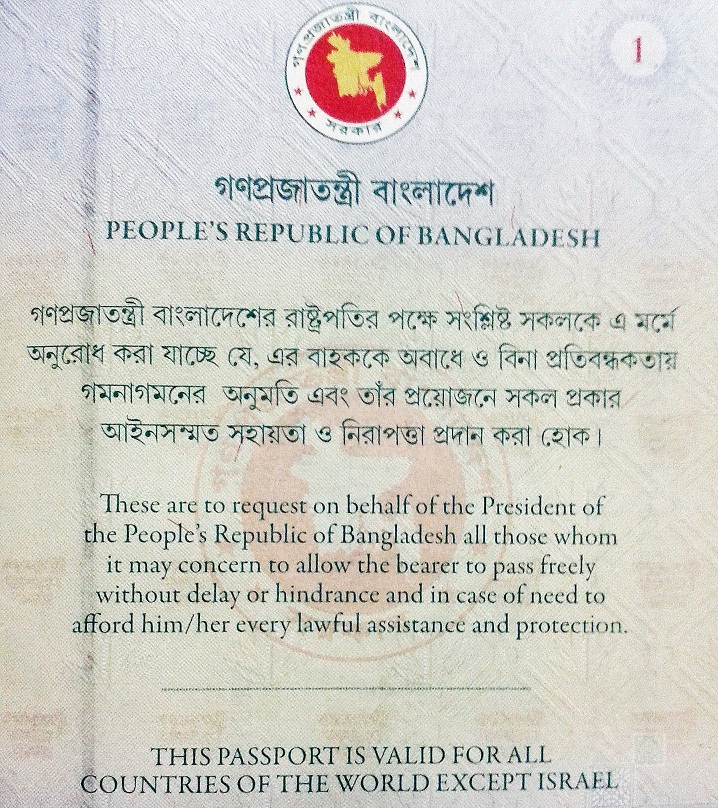
يسري جواز السفر البنغلاديشي بالنسبة لجميع بلدان العالم باستثناء إسرائيل

بنغلاديش واحدة من الدول الـ 29 الأعضاء في الأمم المتحدة التي لا تعترف بدولة إسرائيل. وهي واحدة من عدة بلدان تحظر رسمياً على مواطنيها السفر إلى إسرائيل ولا تقبل جوازات السفر الإسرائيلية. وفي نوفمبر 2003، أُلقي القبض على الصحفي البنغلاديشي صلاح شودري بسبب محاولته الطيران إلى تل أبيب، ووجهت إليه تهمة «إثارة الفتنة، والخيانة، والتجديف»، وحكم عليه بالسجن لمدة سبع سنوات. إن بنغلاديش تدعم رسميا دولة فلسطينية ذات سيادة وإنهاء احتلال إسرائيل غير المشروع لفلسطين.
في بيان صدر في سبتمبر 2011 في صحيفة جروسالم بوست، قال متحدث باسم الحكومة الإسرائيلية: "ليس لدينا صراع مع بنغلاديش. نحن نريد الحوار. نحن نريد العلاقات بين الشعبين. ونرحب بشعب بنغلاديش القائم على العقيدة الدينية لزيارة أرض القدس المقدسة". وقد "سعت إسرائيل بدون طائل" إلى إقامة علاقة مع بنغلاديش "بعد أن أقامت "علاقات دبلوماسية كاملة مع الصين والهند في عام 1992". وقالت الشيخة حسينة رئيسة الوزراء في بنغلاديش في عام 2014، "إننا نواصل دعمنا للفلسطينيين، وإن احتلال الإسرائيليين لأرضهم لا يمكن قبوله أبدا". وقال وزير خارجية سابق في بنغلاديش ديبو موني إنه لم يُتخذ بعد أي قرار بشأن إقامة علاقات بين بنغلاديش وإسرائيل. أصبح شادمان زمان أول مواطن بنغلاديشي في التاريخ لزيارة إسرائيل في عام 2017 باستخدام جواز سفره البنغلاديشي. ومنذ ذلك الحين، يقال إنه يقيم في انكلترا بعد تلقيه عدة تهديدات بالموت، ويحتمل أن يواجه احتمال محاكمته بتهمة الخيانة.

## التجارة
تواصل بنغلاديش فرض حظر على التجارة مع إسرائيل حتى وإن كان كلا البلدين عضوين في منظمة التجارة العالمية. في عام 2014، تبين من الإحصاءات الرسمية لمكتب ترويج الصادرات في بنغلاديش أن بنغلاديش قامت بتصدير كمية صغيرة من السلع التجارية بقيمة تناهز 2,577 دولار أمريكي إلى إسرائيل في السنة المالية 2013–14. ومع ذلك، وجد في السنوات الأخيرة أن المنتجات البنغلاديشية تصدر إلى إسرائيل عن طريق الولايات المتحدة أو الاتحاد الأوروبي أو بلدان ثالثة أخرى.

## حرب تحرير بنغلاديش
كانت إسرائيل من أوائل الدول التي اعترفت باستقلال بنغلاديش في فبراير 1972. وقد أيد كل من الحكومة الإسرائيلية وعامة الشعب الإسرائيلي تطلعات الشعب البنغالي خلال حرب تحرير بنغلاديش في عام 1971. وبعد استقلال بنغلاديش، سرعان ما اعترفت إسرائيل بالبلد المشكل حديثاً في 4 فبراير 1972. ومع ذلك، فإن حكومة بنغلاديش قد رفضت رسميا الاعتراف الإسرائيلي. وبالنيابة عن حكومة بنغلاديش، أصدر وزير خارجية بنغلاديش آنذاك، خندكر مشتاق أحمد، رسالة يقول فيها إن هذا الاعتراف غير مقبول.

## حرب لبنان 2006
في أعقاب حرب لبنان 2006 مباشرة، عرضت بنغلاديش إرسال كتائب مشاة للمساعدة في قوة حفظ السلام التابعة للأمم المتحدة، غير أن إسرائيل رفضت قائلة إن بنغلاديش لا تعترف بإسرائيل. وعلى الرغم من أن إسرائيل رفضت مشاركة البلد، فإن بنغلاديش ونيبال هما أول البلدان التي وصلت قواتها إلى شواطئ جنوب لبنان. وفي حين أن الدول الغربية، مثل القائد الأصلي والمساهم الأكبر في لبنان، فرنسا، قد أخرت نشرها. في 25 مايو 2015، كان لدى بنغلاديش 326 من حفظة السلام المشاركين في قوات اليونيفيل في لبنان.